# Guerra ruso-bizantina (941)
La guerra ruso-bizantina de 941 tuvo lugar durante el reinado de Ígor de Kiev. La correspondencia jázara revela que la campaña fue iniciada por los jázaros, que deseaban vengarse de los bizantinos después de las persecuciones de los judíos emprendidas por el emperador Romano I Lecapeno.
Los rus y sus aliados, los pechenegos, desembarcaron en la costa norte de Asia Menor y se hicieron con Bitinia en mayo de 941. Como de costumbre, parece que habían sido bien informados de que la capital imperial estaba desguarnecida y era vulnerable a los ataques: la flota bizantina luchaba contra los árabes en el Mediterráneo, mientras que la mayor parte del ejército imperial se habían estacionado a lo largo de las fronteras orientales.
Lecapeno organizó la defensa de Constantinopla retirando un conjunto de quince buques equipados con fuego griego. Ígor deseaba capturar los barcos griegos y sus tripulaciones, pero desconocían los lanzallamas, y su flota fue rodeada. Luego, en un instante, el fuego griego fue arrojado a través de tubos a los rus y sus aliados. Liutprando de Cremona escribió: "Los rus, viendo las llamas, saltaron por la borda, prefiriendo el agua al fuego. Algunos se hundieron, abrumados por el peso de sus corazas y cascos, otros se quemaron". Los prisioneros fueron decapitados.
De esta manera, los bizantinos lograron dispersar la flota rus, pero no pudieron impedir que los paganos saquearan las afueras de Constantinopla, se aventuraran al sur, a Nicomedia. Muchas atrocidades fueron reportadas: Se dice que los rus crucificaron a sus víctimas y que clavaron los clavos en la cabeza.
En septiembre, Juan Tzimisces y Bardas Focas, dos de los mejores generales, regresaron rápidamente a la capital, ansiosos por repeler a los invasores. Los rus rápidamente trasladaron sus operaciones a Tracia, junto con su flota. Cuando estuvieron a punto de retirarse, cargados de trofeos, la armada bizantina bajo Teófanes cayó sobre ellos.
Fuentes griegas informan de que los rus perdieron la totalidad de la flota en este ataque sorpresa, de modo que solo un puñado de barcos regresaron a sus bases en Crimea. Los prisioneros capturados fueron trasladados a la capital y decapitados. Las fuentes jázaras añaden que el líder rus logró escapar al mar Caspio, donde encontró la muerte luchando contra los árabes.
Estos informes pueden haber sido exagerados, porque Ígor fue capaz de montar una nueva campaña naval contra Constantinopla ya en 944/945. El Quersoneso Taúrico alertó al emperador acerca de la flota de Kiev. Esta vez, los bizantinos se apresuraron a comprar la paz y llegaron a la conclusión de un tratado con Kiev. Su texto es citado íntegramente en la Crónica de Néstor.
En 944 o 945, el emperador bizantino Constantino VIII e Ígor de Kiev firmaron el Tratado ruso-bizantino.